# مدیو آتراتو (چوکو)
مدیو آتراتو (چوکو) (به اسپانیایی: Medio Atrato) یک سکونتگاه مسکونی در کلمبیا است که در بخش چوکو واقع شده‌است.